# Journey (Karmic Society)
Journey is het debuutalbum van de Duitse band Karmic Society uit de buurt van Heidelberg. De muziek is een mix van progressieve rock, spacerock, psychedelische rock, krautrock en jazzrock. Het album is gestoken in een hoes, die aan de psychedelische rock van eind jaren zestig, begin jaren zeventig van de 20e eeuw doet denken; felle in elkaar overlopende kleuren.
Het eerste album klinkt voornamelijk las een kruising tussen Camel uit hun begindagen en Jimi Hendrix.

## Musici
- zie Karmic Society

## Composities
1. Raumpatrouille Orion (5:21)
2. Bees (don't like the bass) (7:52)
3. Manhattan Bank chase (3:49)
4. After the flu (7:24)
5. Journey (7:10)
6. Yoo doo right (17:13)
7. Witches moon (5:04)
8. Dark star (11:56)

Alle composities van Karmic Society met uitzondering van Yoo Doo Right (Can cover).